# NGC 3775
NGC 3775 (również PGC 36055) – galaktyka spiralna (S0-a), znajdująca się w gwiazdozbiorze Pucharu. Odkrył ją Andrew Common w 1880 roku.